# Домус-де-Янас

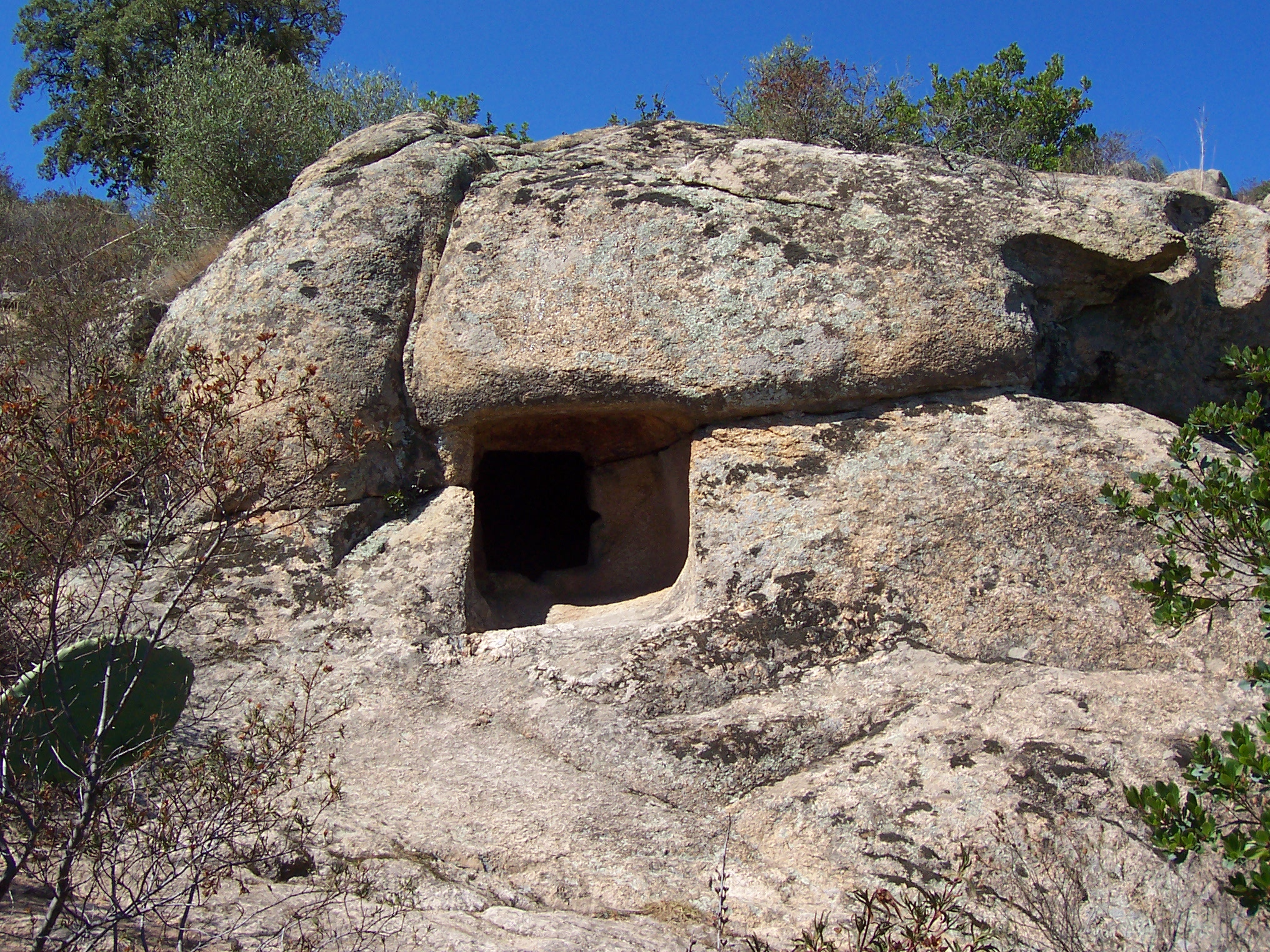
Домус-де-Янас в Лотцораи.

Домус-де-Янас (сард. Domus de Janas, буквально: «дом ведьм» или «дом фей») — тип доисторической камерной гробницы, существовавший в древнем Средиземноморье, в основном на Сардинии, откуда и происходит название. Гробницы данного типа создавали представители культур Оциери, Абеальцу-Филигоса и колоколовидных кубков, и по планировке гробницы напоминали жилища этих культур.
Домус состоит из нескольких камер, вырубленных в скале. На острове обнаружено не менее 1000 домусов, вырубленных в скалах. Все они относятся к халколиту и бронзовому веку. Крупный некрополь домусного типа обнаружен у городка Ангелу-Руджу (около Альгеро) — он состоит из 36 гробниц, на некоторых вырезана голова быка (символизм гробниц близок к символизму минойской цивилизации на Крите). Ещё один крупный памятник — Сант-Андреа-Приу в городке Бонорва, в котором имеется 18 комнат: в позднеримский и византийский период его превратили в пещерную церковь. Также интересны памятники в населённых пунктах Пиментель, Седини, Виллаперуччо, Иттири и Порто-Торрес.
Форма гротов может быть разнообразной, потолок — обычно конической или треугольной формы. Стены нередко украшены рельефами, игравшими магическую роль в период создания.
В камерных гробницах донурагической культуры Оциери часто встречаются ложные двери, вырезанные в стенах, олицетворяя вход в подземный мир.
Тела покойных, окрашенные красной охрой, как и стены гробниц, погребались вместе с принадлежностями, драгоценностями и орудиями труда. Как считает археолог Джованни Лиллиу, их хоронили покрытыми раковинами моллюсков; по другим теориям, тело не вносили в гробницу до тех пор, пока оно не превращалось в скелет.